# Ella Frances Sanders
Ella Frances Sanders es una autora e ilustradora irlandesa, especializada en idiomas, ciencia y belleza. Columnista e ilustradora para la revista Orion titulada Catálogo raíz. También ha publicado artículos en la revista BBC Science Focus Magazine. Su obra se destaca por un espíritu aventurero que permite que el lector recorra diferentes partes del mundo y diversas constelaciones.  
Su obra más reciente explora diferentes maneras de descubrir formas de la Belleza en la simpleza de la cotidianidad.

## Biografía
Nació y creció en la campiña inglesa, rodeada de setos.
Vivió en las ciudades Ámsterdam y Taghazout, Actualmente vive en las Tierras Altas de Escocia.  

## Presencia en festivales y premios
2015, Festival Internacional del libro de Edimburgo

## Obras publicadas y traducidas
- Lost in Translation (en inglés, 2014): palabras en español, italiano, japonés, noruego, inuit y árabe, entre otras, que no tienen traducción a otros idiomas. Hizo parte de la lista de libros más vendidos de The New York Times por cuatro meses consecutivos y reconocido como uno de Amazon Best Book del año 2014.

- Lost in translation -Again-:

- El libro ilustrado de dichos: Expresiones curiosas de todo el mundo

- Comernos el Sol (en inglés: Eating the Sun: Small Musings on a Vast Universe, 2019): ganador del premio Whirling Prize por prosa.
- Close Again (Andrews McMeel, 2022)[6]
- Everything, Beautiful- a guide to finding hidden beauty in the world (Penguin, 2024)